# 二宮哲三
二宮 哲三（にのみや てつぞう、1870年5月7日〈明治3年4月7日〉 - 1937年〈昭和12年〉9月27日）は、明治から昭和時代戦前の政治家。福島県福島市長。

## 経歴
二宮直躬の長男として、のちの福島市柳町に生まれる。福島小学校に入学し、途中教育改革を経て、1884年（明治17年）福島高等小学校高等科を卒業。上京し、私立大学予備学校に入り、1887年（明治20年）5月、獨逸学協会学校に入学した。同普通科を卒業し、1890年（明治23年）9月、専修科に入学し、政治経済学を学び、1893年（明治26年）7月に卒業した。同年12月、一年志願兵として近衛歩兵第1連隊第7中隊に入り、1894年（明治27年）日清戦争が勃発すると同年12月に臨時召集を受け、翌年8月に陸軍歩兵少尉に進み、12月に召集解除となった。1896年（明治29年）5月、内務省に奉職するも翌年8月に依願退職する。ついで第五高等学校嘱託となりドイツ語を教え、1901年（明治34年）11月には同校教授となった。
1904年（明治37年）日露戦争が勃発すると陸軍歩兵中尉に任ぜられ、充員奥州後備歩兵第29連隊第1大隊に編入され、10月13日、連華山の戦いで手榴弾に被弾し頭部に怪我を負った。しかし、同月末には第7中隊長として再度従軍している。1905年（明治38年）9月、ポーツマス条約締結直後に陸軍歩兵大尉に進み、翌月に召集解除となった。日露戦争後は再度第五高等学校に戻りドイツ語教授として研究、本も出版した。その後、1907年（明治40年）福島中学校長に転じ、福島市の市制施行と同時に初代市長に就任した。市長在任中は、第四小学校の新築、奥羽6県共進会の開催、公会堂建設、競馬場の設置、市営住宅建設、上水道敷設、松齢橋の架橋などに尽力した。福島市新浜町にて死去した。

## 親族
- 父 二宮直躬（医師、福島町長）[7]